# GeoWizard
Thomas George Davies (Inglaterra, 22 de septiembre de 1990), más conocido como Tom Davies o por el nombre de su canal de YouTube, GeoWizard, es un aventurero y youtuber británico conocido por su habilidad en el videojuego GeoGuessr y sus aventuras, principalmente sus "misiones en línea recta", en las que intenta cruzar países en una línea lo más recta posible.

## Primeros años
Davies nació cerca de Birmingham en 1990 y creció en Aldridge, Tierras Medias Occidentales. Antes de tener éxito en Internet trabajó de pescadero, camarero y conductor de furgonetas.

## Trayectoria y contenido en YouTube

### GeoGuessr
Davies creó su canal de YouTube, GeoWizard, el 15 de mayo de 2015, donde empezó a publicar contenido de GeoGuessr, un videojuego en el que al jugador le son mostradas ubicaciones de Google Street View que debe localizar con la mayor precisión posible. A fecha de 13 de septiembre de 2023, su canal tenía más de 1.230.000 suscriptores y sus vídeos contaban con más de 190 millones de visualizaciones. En 2020 publicó una serie de vídeos en los que era llevado a un lugar desconocido y debía buscar pistas para averiguar su ubicación, simulando GeoGuessr en la vida real.

### Misiones en línea recta
Davies es conocido por sus "misiones en línea recta", en las que usa un dispositivo GPS para intentar cruzar un país en una línea lo más recta posible. 
En su primer intento, en 2019, trató de cruzar Gales, pero fracasó a 14 kilómetros de su meta por el mal tiempo y la dificultad del terreno.
En 2020, durante la pandemia de COVID-19, Davies y su amigo Greg intentaron cruzar Gales de nuevo, pero tuvieron que abortar el intento por un repentino problema de salud de Greg, que padece la enfermedad de Addison.
Ese año Davies cruzó con éxito Noruega en línea recta. Durante el trayecto se quedó atascado en una turbera, pero pudo liberarse con esfuerzo. Posteriormente declaró que podría haber muerto en ella.
A comienzos de 2021 Davies y Greg trataron de cruzar Escocia, pero fueron descubiertos por la policía rompiendo las normas de distanciamiento social que había establecido el país durante la pandemia de COVID-19. El metraje fue criticado por contener una escena que muestra a los aventureros saltando una valla para cruzar unas vías de tren. La escena tuvo que ser eliminada después de que Davies fuese notificado por la Policía Británica de Transporte.
En octubre de 2021, Davies y su hermano Ben intentaron por tercera vez cruzar Gales. Al tercer día, las pilas de su dispositivo GPS fallaron, por lo que se vieron obligados a abandonar la línea. Sin embargo, a los pocos días volvieron y completaron la travesía.
En enero de 2023, en su cuarto intento, Davies logró cruzar Gales en una línea recta continua y declaró haber sido la primera persona en hacerlo.

### No Roads Mission
En abril y mayo de 2022, Davies publicó tres vídeos en los que intentaba cruzar parte del Black Country, una zona urbana cercana a Birmingham, sin seguir carreteras. La aventura comenzó en la ciudad de Walsall y terminó en el zoo de Dudley.
En junio de 2023, Davies publicó una serie de dos episodios con el título de "Misión Birmingham sin carreteras" (Birmingham No Roads Mission), en la que intenta la misma hazaña en Birmingham con un amigo, poniéndose además la meta de no seguir ningún canal.

### Dribbling Britain
En agosto de 2022, Davies y un pequeño grupo de apoyo lograron cruzar Inglaterra siguiendo el camino del muro de Adriano mientras Davies conducía un balón de fútbol. Completaron la ruta de 117 kilómetros (73 millas) en unas 23 horas, con breves paradas para comer y beber. Davies fue la única persona del equipo que tocó el balón y en ningún momento hizo contacto con las manos. La hazaña fue subida a YouTube como un vídeo benéfico titulado Dribbling Britain ("Regateando Inglaterra"). Gracias al vídeo recaudó 70.000 libras que donó a asociaciones para terminar con la falta de vivienda entre los jóvenes, mejorar la salud mental de los hombres y reducir la tasa de criminalidad violenta de las personas jóvenes.

### Running across Wales
En 2023 Tom Davies y sus amigos Ben Cook y Adam Cook cruzaron todo Gales corriendo, desde la frontera inglesa cerca de Anchor (Shropshire) a la costa en Aberystwyth en menos de catorce horas. Parte de la ruta estaba cubierta de nieve y las temperaturas llegaron a los -9 °C. La hazaña fue publicada en YouTube el 21 de mayo de ese año.

### How not to Travel
En su serie "Cómo no viajar" (How Not to Travel) Tom Davies y su amigo Greg se embarcan en largos viajes con poco planeamiento y el objetivo de usar el mayor número de medios de transporte posible. La serie tiene dos temporadas, una en Europa (2019-20), de Ginebra (Suiza) a Bratislava (Eslovaquia), y otra en Estados Unidos (2022), de Boston (Massachusetts) a Miami (Florida).

### Música
Tom Davies compone música con el pseudónimo de Amynedd y la usa como banda sonora de sus vídeos. En 2020 publicó el álbum 16-Bit Adventure.

## Vida personal
Tom Davies se casó con su prometida Verity en el verano de 2023. Verity suele aparecer en sus vídeos y lo ayuda en sus aventuras.